# Debby Boone
Debby Boone właśc. Deborah Anne Boone (ur. 22 września 1956 w Hackensack w stanie New Jersey w USA) – amerykańska piosenkarka i aktorka teatralna.
Znana z hitu "You Light Up My Life" (1977). Jest jedną z popularniejszych gwiazd chrześcijańskiego popu w USA.

## Dyskografia
- 1977 You Light Up My Life
- 1978 Midstream
- 1979 Debby Boone
- 1980 Love Has No Reason
- 1980 With My Song
- 1981 Savin' It Up
- 1983 Surrender
- 1985 Choose Life
- 1987 Friends For Life
- 1989 Be Thou My Vision
- 1989 Home For Christmas
- 2005 Reflections of Rosemary